# Микетони (Венеција)
Микетони је насеље у Италији у округу Венеција, региону Венето.
Према процени из 2011. у насељу је живело 84 становника. Насеље се налази на надморској висини од 13 м.